# Vjačeslavs Dombrovskis
Vjačeslavs Dombrovskis (ur. 27 grudnia 1977 w Rydze) – łotewski ekonomista, analityk, wykładowca i polityk rosyjskiego pochodzenia. Poseł na Sejm Republiki Łotewskiej XI, XII i XIII kadencji, od 2013 do 2014 minister oświaty i nauki w rządzie Valdisa Dombrovskisa, w 2014 minister gospodarki w rządzie Laimdoty Straujumy. Były przewodniczący Partii Reform i były współprzewodniczący partii Republika.

## Życiorys
W 1999 ukończył studia ekonomiczne na Uniwersytecie Łotwy w Rydze, następnie zaś uzyskał magisterium z nauk ekonomicznych na Clark University w Massachusetts (2001) oraz doktorat z tychże nauk na tej samej uczelni (2003). Rozpoczął specjalizację w dziedzinie finansów publicznych i ekonometrii. Zajął się naukowo przedsiębiorczością, ekonomią polityczną i ekonomią sektora państwowego.
W 2003 został członkiem grupy badawczej Baltic International Centre for Economic Policy Studies (BICEPS), został m.in. głównym koordynatorem ośrodka do spraw badań nad przedsiębiorczością. Zajął się także prowadzeniem wykładów w Wyższej Szkole Ekonomicznej w Rydze.
W 2011 przyłączył się do tworzonej przez byłego prezydenta Valdisa Zatlersa Partii Reform Zatlersa, opracowując jej program gospodarczy. Został kandydatem ugrupowania na urząd ministra finansów. W wyborach w tym samym roku uzyskał mandat posła na Sejm XI kadencji w okręgu ryskim, w którym objął stanowisko przewodniczącego komisji gospodarki, rolnictwa, ochrony środowiska i polityki regionalnej. 9 stycznia 2013 został przewodniczącym klubu poselskiego Partii Reform.
2 maja 2013 Sejm wybrał go na urząd ministra oświaty i nauki w rządzie Valdisa Dombrovskisa. 22 stycznia 2014 objął funkcję ministra gospodarki w rządzie Laimdoty Straujumy, kierował tym resortem do 5 listopada 2014. 29 marca 2014 wybrano go na nowego przewodniczącego Partii Reform. W wyborach parlamentarnych w 2014 uzyskał mandat posła na Sejm XII kadencji z listy Jedności. Jego ugrupowanie wkrótce zostało postawione w stan likwidacji. W kwietniu 2015 odszedł z polityki, rezygnując z zasiadania w parlamencie i powracając do pracy jako naukowiec i analityk.
W czerwcu 2018 wstąpił do Socjaldemokratycznej Partii „Zgoda”. Został przedstawiony jako kandydat tej partii na premiera w kampanii wyborczej w tym samym roku. Uzyskał w tymże roku mandat posła na Sejm XIII kadencji. We wrześniu 2020 został wykluczony ze „Zgody”. W sierpniu 2021 został założycielem i współprzewodniczącym nowej partii centrowej pod nazwą Republika, wystąpił z tej formacji w lutym 2022. W tym samym roku dołączył do liberalnej koalicji Dla Rozwoju/Za!. Zasiadł w zarządzie partii Dla Rozwoju Łotwy.